# Svensk Ungdom
Svensk Ungdom ("Juvendude Sueca") é uma organização política na Finlândia. É a ala jovem do Partido Popular Sueco da Finlândia, constituída por jovens com 14–29 anos. A organização foi fundada em 1943, e tem como objetivo dar força política à juventude sueco-finlandesa. É membra da Juventude Liberal Europeia e da International Federation of Liberal Youth.